# Кирца (комуна, Харгіта)
Кирца (рум. Cârța) — комуна у повіті Харгіта в Румунії. До складу комуни входять такі села (дані про населення за 2002 рік):
- Інеу (1804 особи)
- Кирца (1038 осіб) — адміністративний центр комуни

Комуна розташована на відстані 233 км на північ від Бухареста, 17 км на північ від М'єркуря-Чука, 96 км на північ від Брашова.

## Населення
За даними перепису населення 2002 року у комуні проживали 5486 осіб.
Національний склад населення комуни:
| Національність | Кількість осіб | Відсоток |
| -------------- | -------------- | -------- |
| угорці         | 5463           | 99,6%    |
| румуни         | 21             | 0,4%     |
| цигани         | 1              | < 0,1%   |
| чанго          | 1              | < 0,1%   |

Рідною мовою назвали:
| Мова      | Кількість осіб | Відсоток |
| --------- | -------------- | -------- |
| угорська  | 5463           | 99,6%    |
| румунська | 22             | 0,4%     |
| циганська | 1              | < 0,1%   |

Склад населення комуни за віросповіданням:
| Релігія        | Кількість осіб | Відсоток |
| -------------- | -------------- | -------- |
| римо-католики  | 5410           | 98,6%    |
| реформати      | 34             | 0,6%     |
| православні    | 19             | 0,3%     |
| унітарії       | 3              | 0,1%     |
| греко-католики | 1              | < 0,1%   |
| бретрени       | 1              | < 0,1%   |

## Зовнішні посилання
- Дані про комуну Кирца на сайті Ghidul Primăriilor [Архівовано 15 Травня 2012 у Wayback Machine.]